# Carl Hallström (byggmästare)

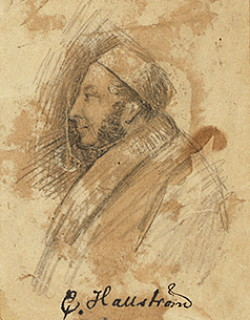
Carl Hallström.

Carl Hallström, född 1806 i Kalmar, död 1 maj 1874 i Stockholm, var en svensk murmästare och byggmästare, huvudsakligen verksam i Stockholm.

## Biografi
Hallström praktiserade som murare vid Karlsborgs fästning 1823-1824 och vid murningsarbeten på ridhuset för Drottningholms slott 1825-1827. Han erhöll burskap 1833 och verkade i Kalmar som stadsbyggmästare 1833-1837. Han inträdde i Murmestare Embetet i Stockholm och fick sitt mästarbrev 1836 (mästare nummer 130). Vid ämbetet var han även bisittare. Hallström fann sin sista vila på Norra begravningsplatsen där han gravsattes den 5 maj 1874 i familjegraven.

### Arbeten (urval)
- Domkyrkoreparationer i Kalmar 1832-1835.
- Skolbyggnad i Kalmar 1833-1835.
- Byggmästare för renovering av Riddarholmskyrkans spira, tak och interiör, 1841-1846.
- Mur- och byggmästare för Mindre teatern vid Kungsträdgården, Stockholm, 1842.
- Byggmästare för Länscellfängelset på Norrmalm, Wallingatan 15, Stockholm, 1843-1844.
- Byggmästare för nybyggnad av verkstad för Stockholms stora skeppsvarv, Tjärhovsgatan, 1845.[2]
- Byggmästare för Rosendals orangeri på Djurgården, Stockholm, 1850.
- Byggmästare för Stockholms Enskilda Bank, Lilla Nygatan, Stockholm, 1856-1860.
- Byggmästare för ombyggnad av Rikets ständer och Hebbeska huset till Gamla riksdagshuset på Riddarholmen, Stockholm, 1866.

### Bilder, arbeten (urval)

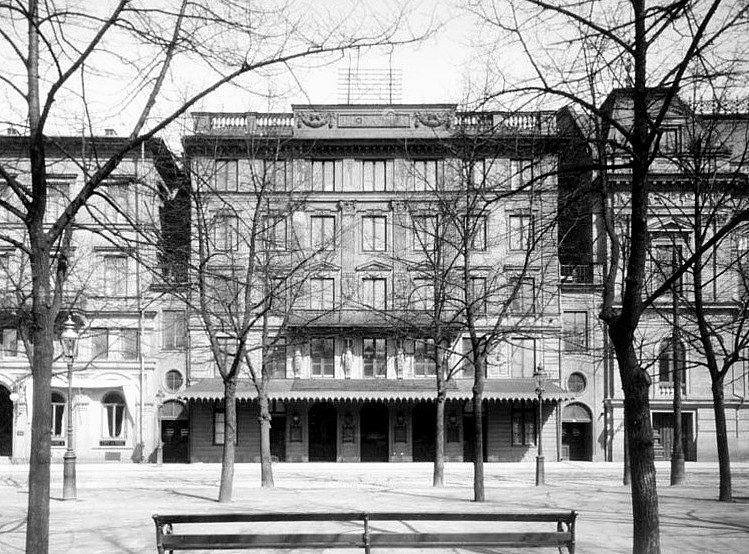
Mindre teatern.
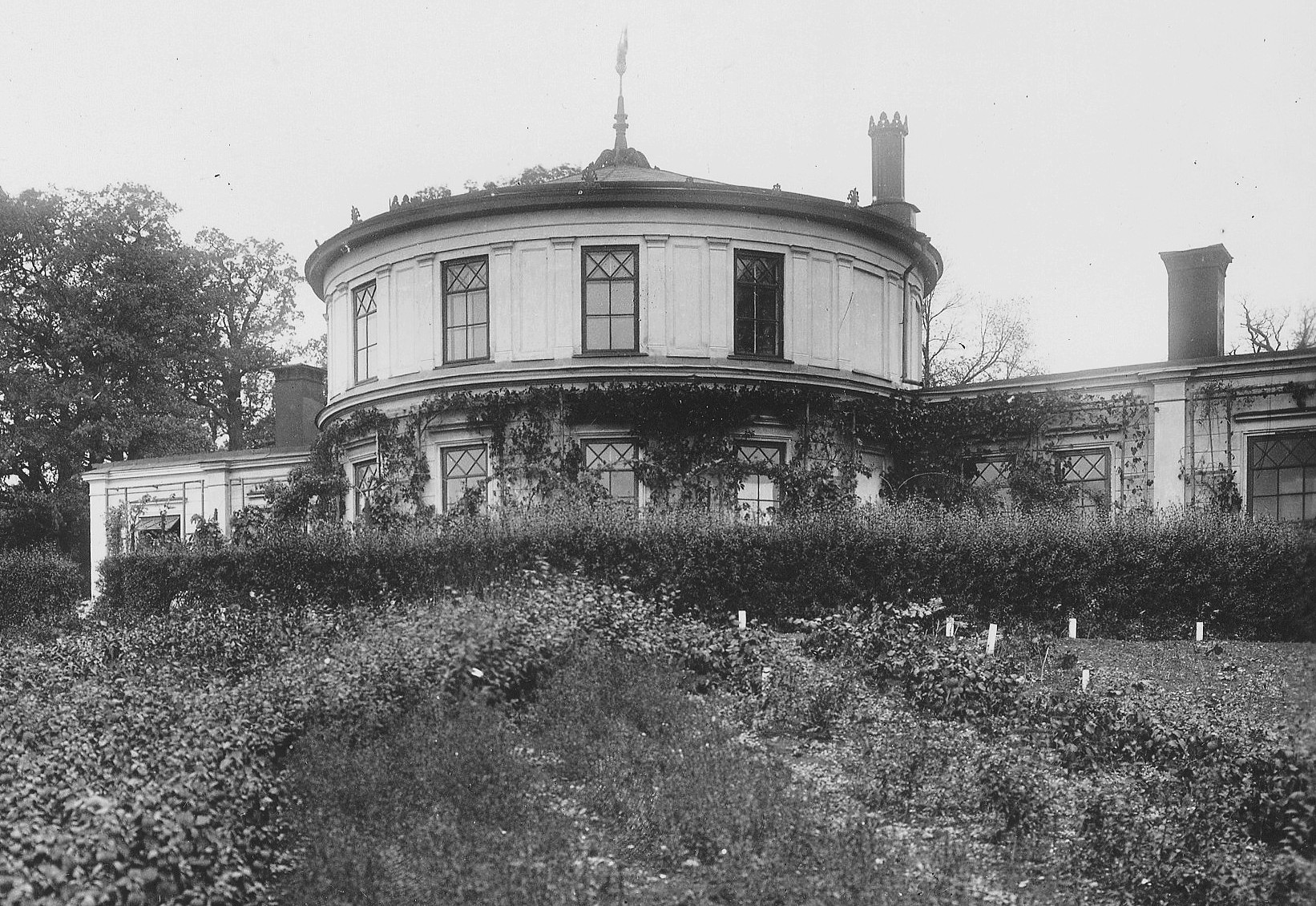
Rosendals orangeri.
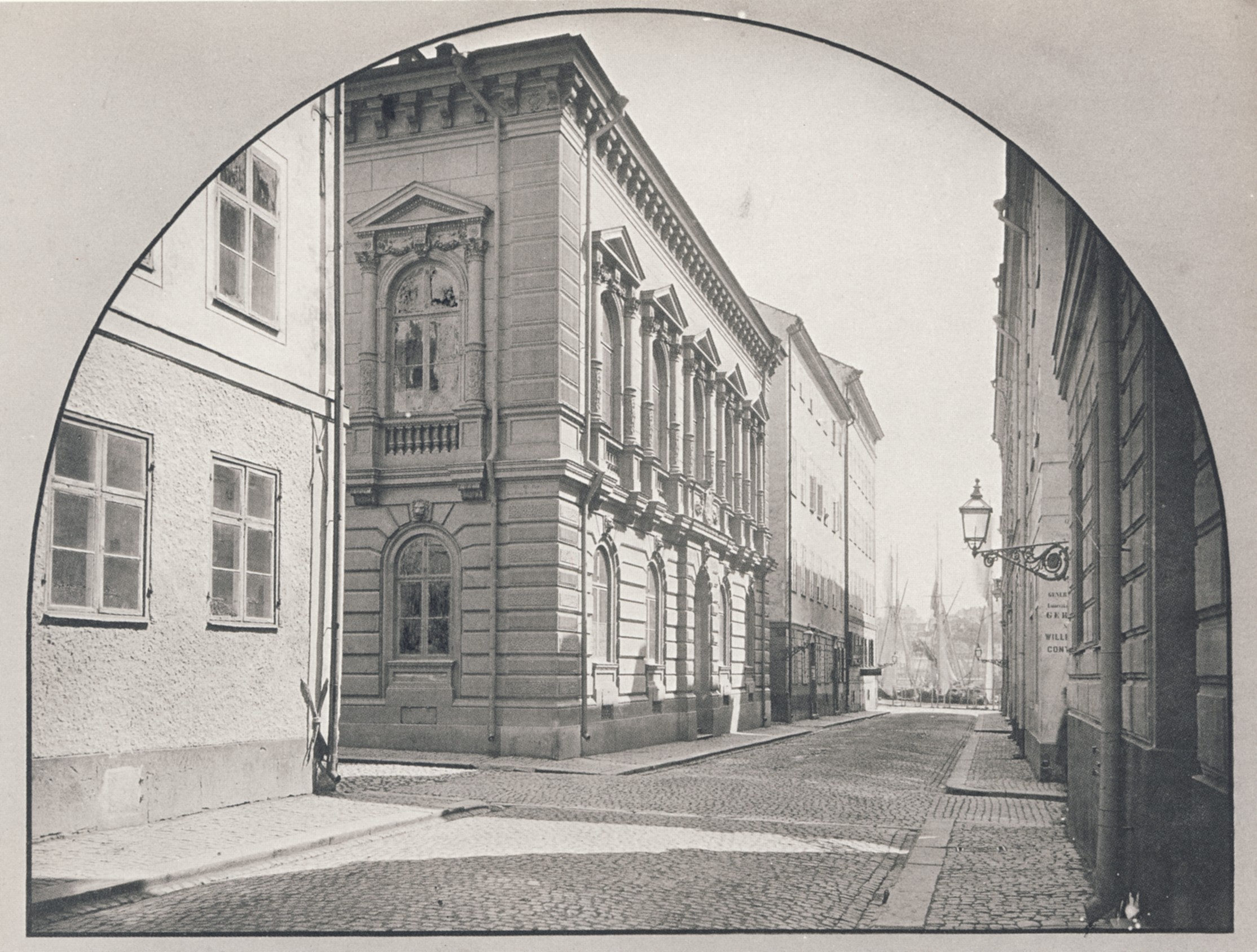
Stockholms Enskilda Bank.
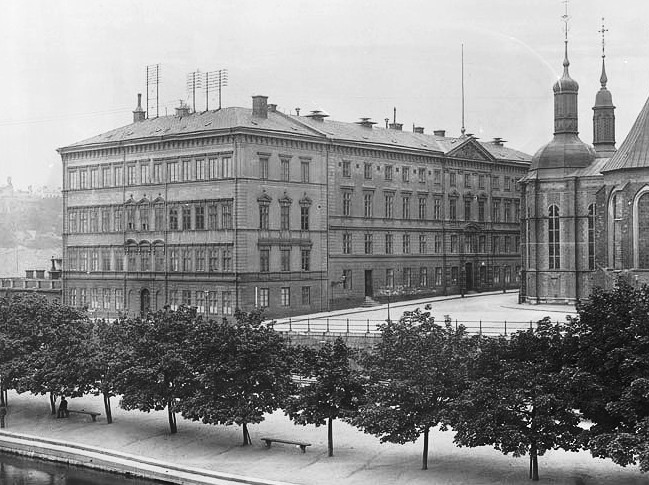
Gamla riksdagshuset.

## Referenser

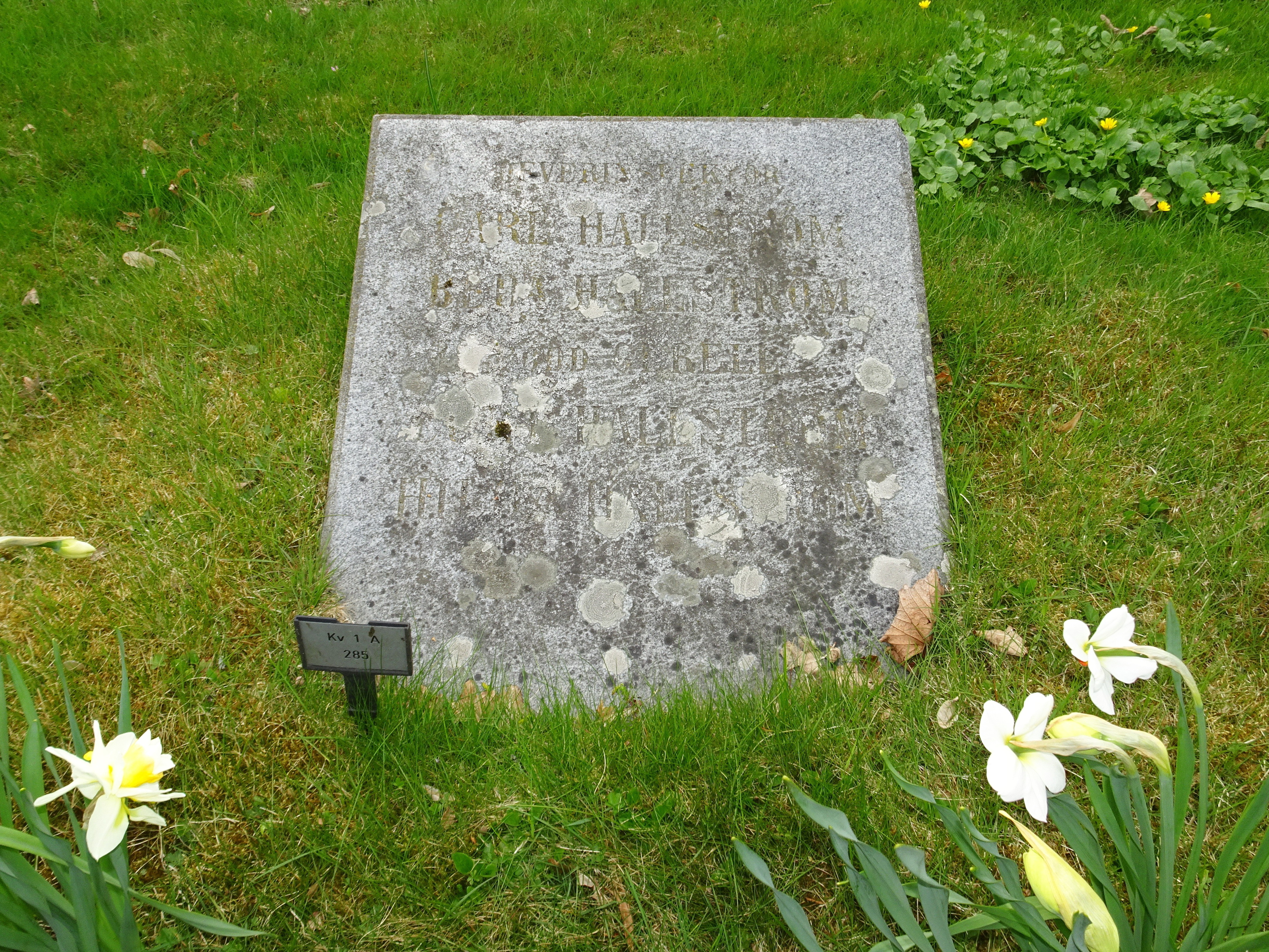
Carl Hallströms gravsten.